# Kingston (New York)
Pour les articles homonymes, voir Kingston.
Kingston est une ville américaine du comté d'Ulster, dans l'État de New York. Située sur l'Hudson, à mi-chemin entre Albany et New York, la municipalité comptait 23 456 habitants lors du recensement de 2000. Première capitale de l'État (statut perdu au profit d'Albany depuis), elle demeure le siège du comté.

## Histoire
Lorsque fondée par les Néerlandais au XVIIe siècle, le site s'appelait Esope (Esopus en néerlandais) du nom de la tribu locale amérindienne. Pieter Stuyvesant la rebaptisa Wiltwijck (région des cerfs en néerlandais) et fut un centre de peuplement secondaire face à La Nouvelle-Amsterdam ou Fort Orange/Beverwijck. Une fois la cession de la Nouvelle-Néerlande aux Anglais effective, en 1664, la ville fut rebaptisée Kingston.
En 1777, pendant la guerre d'indépendance américaine,  elle devint première capitale de l'État de New York. Peu après la batailles de Saratoga, la ville fut incendiée par les troupes britanniques. En 1797, Albany prit le relais de Kingston comme capitale de l'État.
Le village de Woodstock (New York), qui donna son nom au festival de Woodstock, se situe dans le comté à 15 kilomètres du centre-ville. En réalité le festival s’est tenu à Bethel dans le Comté de Sullivan.

## Démographie
| Groupe            | Kingston | New York | États-Unis |
| ----------------- | -------- | -------- | ---------- |
| Blancs            | 73,2     | 66,8     | 72,4       |
| Afro-Américains   | 14,6     | 15,9     | 12,6       |
| Métis             | 5,0      | 3,0      | 2,9        |
| Autres            | 5,0      | 7,5      | 6,4        |
| Asiatiques        | 1,8      | 7,3      | 4,8        |
| Amérindiens       | 0,5      | 0,6      | 0,9        |
| Total             | 100      | 100      | 100        |
|                   |          |          |            |
| Latino-Américains | 13,4     | 17,6     | 16,7       |

Selon l'American Community Survey pour la période 2010-2014, 83,05 % de la population âgée de plus de 5 ans déclare parler l'anglais à la maison, 9,52 % déclare parler l'espagnol, 1,99 % le français, 0,80 % le gujarati, 0,76 % un créole français, 0,67 % une langue chinoise et 3,21 % une autre langue.

## Personnalités liées à la ville
- Larry Cohen (réalisateur) (né 1941), producteur[6]
- John Glover (né 1944), acteur[6]
- Joseph Kesselring (1902–1967), écrivain
- Peter Bogdanovich (1939-2022), cinéaste